# Biatlo nos Jogos Olímpicos de Inverno de 2014 - Revezamento misto

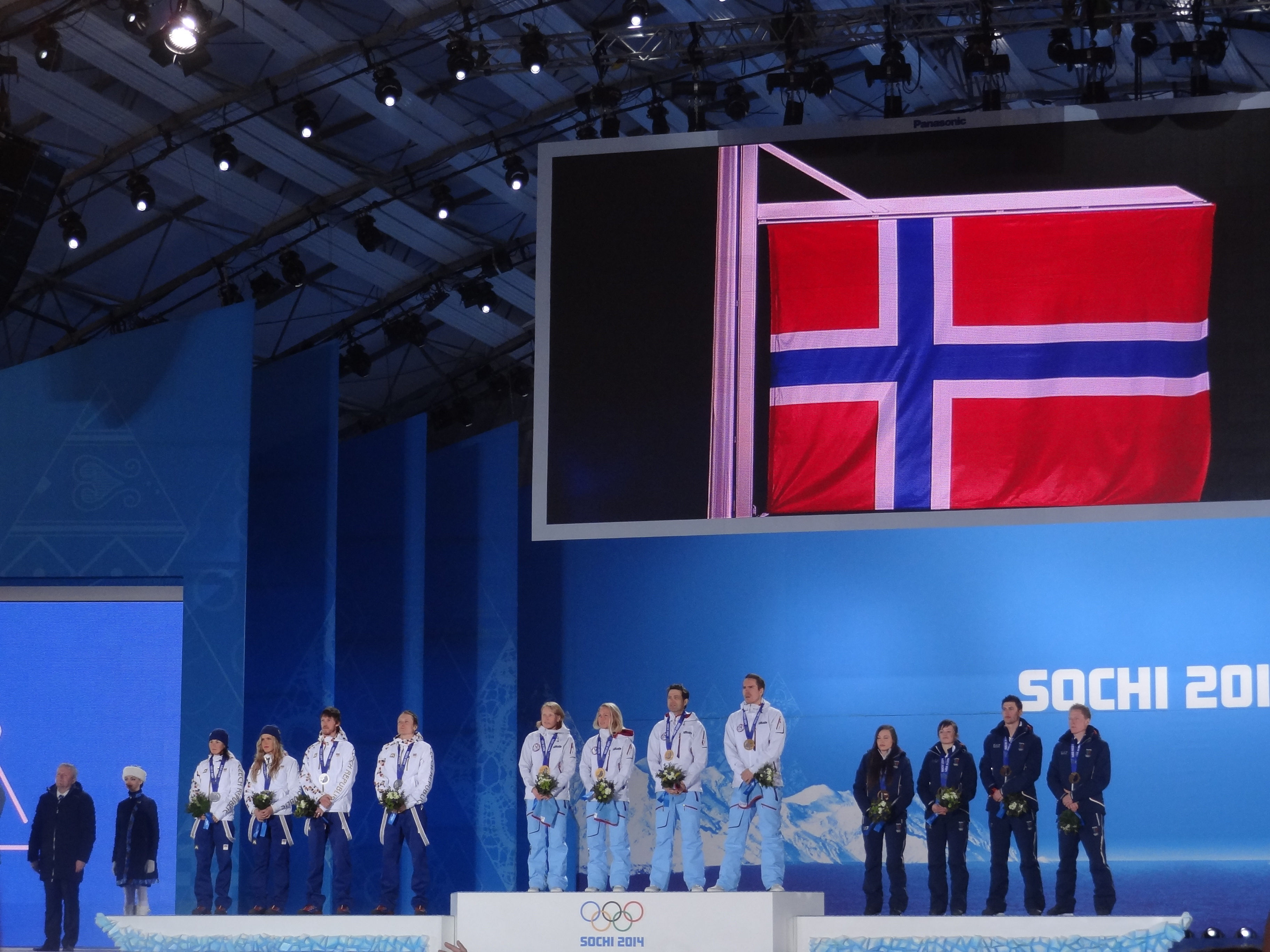
Imagem da entrega das medalhas

O revezamento misto do biatlo nos Jogos Olímpicos de Inverno de 2014 foi disputado no Centro de Esqui Cross-Country e Biatlo Laura, na Clareira Vermelha, em 19 de fevereiro de 2014.

## Medalhistas
|  | NOR Noruega                                                        |  | CZE Chéquia                                                        |  | ITA Itália                                                   |
|  | Tora Berger Tiril Eckhoff Ole Einar Bjørndalen Emil Hegle Svendsen |  | Veronika Vítková Gabriela Soukalová Jaroslav Soukup Ondřej Moravec |  | Dorothea Wierer Karin Oberhofer Dominik Windisch Lukas Hofer |

## Resultados
| Pos.              | Bib | País                                                                                        | Tempo                                         | Penalidades (P+S)                        | Diferença |
| ----------------- | --- | ------------------------------------------------------------------------------------------- | --------------------------------------------- | ---------------------------------------- | --------- |
| Medalha de ouro   | 2   | NOR Noruega Tora Berger Tiril Eckhoff Ole Einar Bjørndalen Emil Hegle Svendsen              | 1:09:17.0 15:55.6 16:11.9 17:50.9 19:16.6     | 0+0 0+2 0+0 0+2 0+0 0+0 0+0 0+0          | —         |
| Medalha de prata  | 1   | CZE República Checa Veronika Vítková Gabriela Soukalová Jaroslav Soukup Ondřej Moravec      | 1:09:49.6 16:01.9 16:05.5 18:33.1 19:08.1     | 0+4 0+3 0+0 0+1 0+3 0+0 0+1 0+1 0+0 0+1  | +32.6     |
| Medalha de bronze | 4   | ITA Itália Dorothea Wierer Karin Oberhofer Dominik Windisch Lukas Hofer                     | 1:10:15.2 15:57.9 16:28.0 18:46.6 19:02.7     | 0+1 0+5 0+0 0+1 0+0 0+1 0+1 0+3 0+0 0+0  | +58.2     |
| 4                 | 12  | SVK Eslováquia Jana Gereková Anastasiya Kuzmina Pavol Hurajt Matej Kazár                    | 1:11:04.7 16:33.1 16:33.3 18:49.3 19:09.0     | 0+5 0+5 0+3 0+2 0+2 0+0 0+0 0+2 0+0 0+1  | +1:47.7   |
| 5                 | 5   | FRA França Marie Dorin Habert Anaïs Bescond Jean-Guillaume Béatrix Martin Fourcade          | 1:12:04.3 16:18.4 17:11.9 18:37.8 19:56.2     | 1+3 0+5 0+0 0+2 1+3 0+1 0+0 0+1 0+0 0+1  | +2:47.3   |
| 6                 | 3   | UKR Ucrânia Natalya Burdyga Mariya Panfilova Andriy Deryzemlya Serhiy Semenov               | 1:12:05.2 16:06.4 17:07.3 19:23.0 19:28.5     | 0+2 1+6 0+0 0+1 0+1 0+1 0+0 1+3 0+1 0+1  | +2:48.2   |
| 7                 | 11  | USA Estados Unidos Susan Dunklee Hannah Dreissigacker Tim Burke Lowell Bailey               | 1:12:20.1 16:02.5 17:55.5 19:02.9 19:19.2     | 1+8 0+5 0+2 0+1 1+3 0+1 0+3 0+1 0+0 0+3  | +3:03.1   |
| 8                 | 9   | AUT Áustria Lisa Hauser Katharina Innerhofer Daniel Mesotitsch Friedrich Pinter             | 1:12:34.8 17:39.7 16:46.3 18:38.2 19:30.6     | 0+0 1+7 0+0 1+3 0+0 0+2 0+0 0+1 0+0 0+1  | +3:17.8   |
| 9                 | 8   | BLR Bielorrússia Liudmila Kalinchik Nastassia Dubarezava Vladimir Chepelin Evgeny Abramenko | 1:13:11.8 16:29.6 17:45.2 19:27.9 19:29.1     | 0+5 0+4 0+0 0+0 0+3 0+2 0+2 0+2 0+0 0+0  | +3:54.8   |
| 10                | 10  | CAN Canadá Megan Imrie Rosanna Crawford Brendan Green Scott Perras                          | 1:13:27.7 17:49.8 16:46.6 19:00.0 19:51.3     | 0+0 0+8 0+0 0+2 0+0 0+1 0+0 0+2 0+0 0+3  | +4:10.7   |
| 11                | 13  | SUI Suíça Elisa Gasparin Selina Gasparin Benjamin Weger Simon Hallenbarter                  | 1:13:33.9 17:27.7 16:44.3 19:12.4 20:09.5     | 0+4 0+5 0+2 0+2 0+1 0+1 0+2 0+1 0+0 0+1  | +4:16.9   |
| 12                | 14  | POL Polônia Krystyna Pałka Magdalena Gwizdoń Łukasz Szczurek Krzysztof Pływaczyk            | 1:13:36.0 16:09.9 16:45.8 20:28.9 20.11.4     | 0+2 0+4 0+0 0+1 0+1 0+1 0+1 0+0 0+0 0+2  | +4:19.0   |
| 13                | 15  | KAZ Cazaquistão Elena Khrustaleva Darya Usanova Yan Savitskiy Anton Pantov                  | 1:15:46.4 16:56.5 17:30.3 20:08.5 21:11.1     | 0+2 0+4 0+0 0+0 0+1 0+0 0+1 0+2 0+0 0+2  | +6:29.4   |
| 14                | 16  | EST Estônia Kadri Lehtla Daria Yurlova Kauri Kõiv Daniil Steptšenko                         | LAP 17:09.6 18:58.8 19:24.8 LAP               | 4+10 1+7 0+3 0+1 1+3 0+1 0+1 0+2 3+3 1+3 | —         |
| —                 | 7   | GER Alemanha Evi Sachenbacher-Stehle Laura Dahlmeier Daniel Böhm Simon Schempp              | 1:10:58.3 DSQ 16:27.6 16:39.0 18:38.7 19:13.0 | 0+3 0+6 0+2 0+2 0+0 0+1 0+1 0+3 0+0 0+0  | +1:41.3   |
| —                 | 6   | RUS Rússia Olga Zaitseva Olga Vilukhina Evgeniy Garanichev Anton Shipulin                   | 1:11:04.4 DSQ 16:35.7 16:39.3 19:08.2 18:41.2 | 0+2 1+6 0+1 0+2 0+1 0+1 0+0 1+3 0+0 0+0  | +1:47.4   |

Legenda
| Recorde mundial      | Recorde mundial (World record)               |                       | Recorde africano                      | Recorde africano (African) |                                           | Q | Classificado por posição (Qualified) |
| Recorde olímpico     | Recorde olímpico (Olympic record)            | Recorde da América    | Recorde da América (Americas)         | q                          | Classificado por melhor tempo (Qualified) |   |                                      |
| Melhor marca do ano  | Melhor marca do ano (World leading)          | Recorde asiático      | Recorde asiático (Asian)              | DNS                        | Não largou (Did not start)                |   |                                      |
| Recorde nacional     | Recorde nacional (National record)           | Recorde europeu       | Recorde europeu (European)            | DNF                        | Não terminou (Did not finish)             |   |                                      |
| Recorde pessoal      | Recorde pessoal do atleta (Personal best)    | Recorde da Oceania    | Recorde da Oceania (Oceania)          | DSQ / DQ                   | Desclassificado (Disqualified)            |   |                                      |
| Recorde da temporada | Recorde da temporada do atleta (Season best) | Recorde sul-americano | Recorde sul-americano (South America) | NM                         | Sem marca (No mark)                       |   |                                      |